# Campos de Júlio
Campos de Júlio è un comune del Brasile nello Stato del Mato Grosso, parte della mesoregione del Norte Mato-Grossense e della microregione di Parecis.